# Tynelia cerulea
Tynelia cerulea är en insektsart som beskrevs av William D. Funkhouser. Tynelia cerulea ingår i släktet Tynelia och familjen hornstritar. Inga underarter finns listade i Catalogue of Life.